# 佩德羅·迪尼茲
佩德羅·保羅·法萊羅斯·多斯·桑托斯·迪尼茲（葡萄牙語：Pedro Paulo Falleiros dos Santos Diniz，1970年5月22日—）是一位巴西商人及前賽車手。
迪尼茲18歲時開始駕駛卡丁車且偶有佳績，隨後，轉戰巴西福特方程式錦標賽及英國三級方程式錦標賽。他在1995年賽季加入弗蒂車隊，首度登上一級方程式賽車賽場。隔年轉投尼基爾車隊後，又在1997年轉隊至飛箭。他在1998年賽季取得車手積分榜第14名的成績後，於1999年加入薩伯車隊。他在2000年離開薩伯，並買下保魯斯車隊的股權，不過隔年便宣布倒台。
自從離開駕駛艙後，迪尼茲曾創立並在2002至2006年間舉辦巴西雷諾方程式2.0錦標賽，之後更成為塔糖山超市（Pão de Açúcar）的合夥人，並與他的妻子塔蒂亞娜·迪尼茲（Tatiana Diniz）共同經營一間有機產品及乳牛農場。
迪尼茲在他的職業生涯中被視為是一位付費車手，但他卻是這些車手中少數能在一級方程式賽車獲得積分的車手。

## 早年生涯
1970年5月22日，迪尼茲於巴西聖保羅出生。他的父親阿比里奧·多斯·桑托斯·狄尼茲是一位名商人，擁有巴西連鎖店巴西百貨公司及塔糖山連鎖超市（Pão de Açúcar）。迪尼茲走遍了當地的幾所學校，力求找尋良好的教育環境。
迪尼茲在18歲時開始駕駛卡丁車，他的父親在其職業生涯中出資以支持他的愛好。他在巴西各地參加了幾場賽事，於聖保羅2小時耐力賽（Two Hours of São Paulo）贏得首座冠軍。19歲時，迪尼茲轉戰巴西福特方程式錦標賽，並在車手積分榜上取得第7名。1990年，迪尼茲轉戰南美三級方程式，取得第15名。
到了1991年，迪尼茲加入西薩里車隊，在英國三級方程式錦標賽取得第11名。1992年轉投伊登布里奇車隊，在該賽季登上2次頒獎台並取得8個積分，名列第12。

## 一級方程式賽車職業生涯

### 弗蒂（1995年）

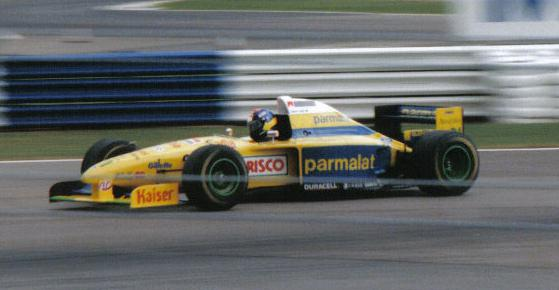
迪尼茲於1995年英國大獎賽

迪尼茲在1995年進軍動力運動主管組織國際汽車聯盟舉辦的最高級別賽事——一級方程式賽車，與羅伯托·莫雷諾搭檔，共同為弗蒂車隊出賽。此外，這也是迪尼茲與他的贊助商首次簽下一紙三年合約。雖然他缺乏任何在F3000的成功經歷，但他的家族及贊助商支付該隊鉅額的經費，使得他獲得了正賽車手席位。而且，退役車手勒內·阿諾也受雇為迪尼茲的顧問及駕駛教練。儘管迪尼茲在開季前三站未能跑在積分圈內，但仍舊順利完賽，不過，在阿根廷及聖馬利諾是以無成績完賽。他在下一站西班牙因為變速箱故障未能完賽，接著於摩納哥取得第10名。接下來的5場分站，主要受到了車輛故障的影響，以及在馬尼庫爾的打滑事故，迪尼茲皆以退賽收場。隨後，他完成了賽季剩餘的每一場分站，除了在鈴鹿因打滑而退賽。他在本季沒有取得任何積分，且在車手積分榜上也未獲得成績。迪尼茲良好的完賽紀錄，使他建立了一個穩定、可靠車手的形象。迪尼茲於12月與尼基爾簽下1996年賽季合約，儘管車隊持有人湯姆·沃金蕭最初拒絕與這位巴西車手進行會談。離開弗蒂後，外界認為迪尼茲及他的贊助商是在「揮霍他們的金錢」，且這名巴西人花了數年證明他並非透過資助才能留在這項運動中，被視為是一名認真的一級方程式車手的聲譽嚴重受損。

### 尼基爾（1996年）
迪尼茲以兩場積分圈外完賽展開這個賽季——澳洲的第10名及巴西的第8名。到了阿根廷大獎賽，他的車輛在一次進站後，因為燃油閥無法閉合陷入祝融；英國報紙太陽報出版一張標題為「烤爐中的迪尼茲」的相片更是廣為人知。最終，他以2個積分在車手積分榜上名列第15，落後隊友奧利維耶·潘尼斯6個名次及11分。
賽季結束後，迪尼茲離開尼基爾，轉隊至飛箭，與衛冕世界冠軍戴蒙·希爾搭檔出戰1997年賽季。迪尼茲為飛箭帶來鉅額的贊助，正是促成這份合約的其中一項重要因素，估計約達1,300萬美元。

### 飛箭（1997-98年）
1997年，迪尼茲相信新的賽季將會更好些，決定加入飛箭車隊，表示：「湯姆（沃金蕭）為1997年做好萬全的準備，使我果斷地下定決心。」迪尼茲在賽季開幕站澳洲順利完賽，但在接下來連續5場分站皆以退賽收場。他在加拿大取得第8名，接著又再連續4場退賽。在義大利的退賽之前，他於比利時拿下第7名的成績。接著，他完成接下來的3場分站，其中包括盧森堡大獎賽的積分圈內完賽。賽季收官站歐洲大獎賽則是以退賽收場。10月，飛箭車隊宣布迪尼茲簽下一年的延長合約，在1998年續留該隊。最終，迪尼茲以2分在車手積分榜上名列第16，落後隊友希爾4個名次。
迪尼茲於1998年續留飛箭，與米卡·薩洛搭檔。迪尼茲的開季表現不慎理想：他在前3站遭遇變速箱故障，又在聖馬利諾及西班牙面臨引擎故障問題。他在摩納哥以第6名完賽，取得本季的首個積分，接著順利完成加拿大及法國分站。迪尼茲再度面臨連續3場退賽，接著於匈牙利及比利時分別取得第11及第5名。最終，迪尼茲以連續3場退賽結束這個賽季。他在車手積分榜上獲得第14名，積分與隊友薩洛持平。
賽季結束後，迪尼茲捲入一場合約糾紛。迪尼茲原先被視為是英美車隊第二席位的熱門人選，卻在10月12日選擇離開飛箭並與薩伯簽約加入該隊。然而，飛箭堅決主張他們有權行使選擇權來保留迪尼茲。迪尼茲則認為飛箭的選擇權中包含一項條款，允許車手在飛箭無法提供其所要求的表現下離開該隊。最終，這項爭議進入一級方程式賽車的合約認證委員會，並在2月22日做出有利於迪尼茲的決議。對此，飛箭因違反合約之由起訴迪尼茲，索賠400萬歐元。此案於2001年2月經由倫敦商業高等法院審理，裁定飛箭車隊持有人湯姆·沃金蕭須賠償迪尼茲50萬歐元。飛箭之後對此判決提起上訴，上訴法院於2002年2月做出對迪尼茲有利的判決。

### 薩伯（1999-2000年）
1999年賽季，迪尼茲與經驗豐富的車手讓·阿萊西搭檔。開季表現差強人意：他在前5站皆被迫以退賽收場；到了賽季的第6站加拿大，他以第6名完賽並拿下本季的首個積分。迪尼茲於下一站法國再度以退賽收場，接下來的兩站又再度包攬第6名，隨後則是連續6站的退賽。八月下旬，薩伯車隊宣布迪尼茲將於2000年續留該隊。在歐洲大獎賽，迪尼茲被貝納通車手亞歷山大·伍爾茨撞上，使得迪尼茲的薩伯翻覆，車輛的防滾桿受損造成他的膝蓋及肩膀挫傷。迪尼茲在本季取得3分，於車手積分榜上名列第14。

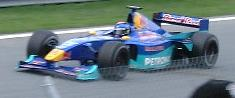
迪尼茲於2000年加拿大大獎賽

迪尼茲於2000年繼續為薩伯出戰，與米卡·薩洛搭檔。車隊主席彼得·薩伯表示迪尼茲與薩洛享有同等的地位，且前者將利用他的經驗來迎戰即將到來的賽季。
迪尼茲在開幕站澳洲面臨傳動故障而退賽。他與薩洛皆因尾翼故障導致的安全顧慮而被迫放棄巴西大獎賽。他在接下來的聖馬利諾及英國大獎賽分別取得第8及第11名，隨後的西班牙大獎賽則因為首圈發生打滑而退賽。他在奧地利與貝納通車手尚卡羅·費希切拉相撞，受罰回到維修站停車再開。他在德國則是與保魯斯車手讓·阿萊西相撞，雙雙退賽。迪尼茲在本季未取得任何積分，也無法獲得車手積分榜名次。
迪尼茲對於薩伯在穆杰羅進行他與同鄉測試車手埃恩里克·貝諾爾蒂間的較量感到不滿。他在10月與保魯斯及薩伯車隊僅行會談，但卻無法在這兩隊中取得車手席位。迪尼茲決定從賽車運動退休，他的家族則以1,000萬美元買下保魯斯車隊40%的股權，並在車隊中擔任管理職位。

## 退出一級方程式賽車
2001年底，迪尼茲家族提議收購剩餘的股份，但是與車隊主席亞倫·保魯斯的談判卻沒有共識。隨著與保魯斯的關係惡化，迪尼茲家族在11月正式離開車隊。
迪尼茲於2001年11月宣布創立新的賽車系列賽——巴西雷諾方程式2.0錦標賽。迪尼茲在2003年7月成為費爾南多·迪諾羅尼亞群島奇景旅館（Wonder Inn）的合夥人，並在2009年5月結束合作關係。隨後，他成為其父親的連鎖超市的合夥人，並與妻子塔蒂安妮·弗洛雷什蒂（Tatiane Floresti）共同經營一間有機產品及乳牛農場。

## 賽車生涯成績

### 職業生涯摘要
| 賽季 | 系列賽             | 車隊                 | 出賽 | 分站冠軍 | 桿位 | 最快單圈 | 頒獎台 | 積分 | 排名 |
| ---- | ------------------ | -------------------- | ---- | -------- | ---- | -------- | ------ | ---- | ---- |
| 1989 | 巴西福特方程式1600 | ?                    | 11   | ?        | 0    | ?        | ?      | 0    | 第6  |
| 1990 | 南美三級方程式     | Daacar               | 12   | 0        | 0    | 1        | 1      | 4    | 第15 |
| 1991 | 英國三級方程式     | 西薩里車隊           | 14   | 0        | 0    | 0        | 0      | 1    | 第12 |
| 1992 | 英國三級方程式     | 伊登布里奇車隊       | 15   | 0        | 0    | 0        | 2      | 8    | 第12 |
| 1992 | 三級方程式大師賽   | 伊登布里奇車隊       | 1    | 0        | 0    | 0        | 0      | 0    | 第20 |
| 1992 | 英國方程式3000     | 伊登布里奇車隊       | 1    | 0        | 0    | 0        | 0      | 0    | -    |
| 1993 | 國際F3000賽車      | 弗蒂車隊             | 8    | 0        | 0    | 0        | 0      | 0    | -    |
| 1993 | 南美三級方程式     | ?                    | 1    | 0        | 0    | 0        | 0      | 0    | -    |
| 1994 | 國際F3000賽車      | 弗蒂車隊             | 8    | 0        | 0    | 0        | 0      | 3    | 第12 |
| 1995 | 一級方程式賽車     | 帕瑪拉特弗蒂福特車隊 | 17   | 0        | 0    | 0        | 0      | 0    | NC   |
| 1996 | 一級方程式賽車     | 尼基爾高盧金絲菸車隊 | 16   | 0        | 0    | 0        | 0      | 2    | 第15 |
| 1997 | 一級方程式賽車     | Danka飛箭山葉車隊    | 17   | 0        | 0    | 0        | 0      | 2    | 第16 |
| 1998 | 一級方程式賽車     | Danka Zepter飛箭車隊 | 16   | 0        | 0    | 0        | 0      | 3    | 第14 |
| 1999 | 一級方程式賽車     | 紅牛薩伯馬石油車隊   | 16   | 0        | 0    | 0        | 0      | 3    | 第14 |
| 2000 | 一級方程式賽車     | 紅牛薩伯馬石油車隊   | 16   | 0        | 0    | 0        | 0      | 0    | 第18 |

### 一級方程式賽車成績
（圖例）粗體為桿位出賽，斜體為最快圈速
| 賽季   | 車隊                 | 底盤       | 引擎                      | 1      | 2      | 3      | 4      | 5      | 6      | 7      | 8      | 9      | 10     | 11     | 12     | 13     | 14     | 15     | 16     | 17     | 排名 | 積分 |
| ------ | -------------------- | ---------- | ------------------------- | ------ | ------ | ------ | ------ | ------ | ------ | ------ | ------ | ------ | ------ | ------ | ------ | ------ | ------ | ------ | ------ | ------ | ---- | ---- |
| 1995年 | 帕瑪拉特弗蒂福特車隊 | 弗蒂FG01   | 福特 EDB 3.0 V8           | 巴 10  | 阿 NC  | 聖 NC  | 西 Ret | 摩 10  | 加 Ret | 法 Ret | 英 Ret | 德 Ret | 匈 Ret | 比 13  | 義 9   | 葡 16  | 歐 13  | 太 17  | 日 Ret | 澳 7   | NC   | 0    |
| 1996年 | 尼基爾高盧金絲菸車隊 | 尼基爾JS43 | 無限-本田 MF301HA 3.0 V10 | 澳 10  | 巴 8   | 阿 Ret | 歐 10  | 聖 7   | 摩 Ret | 西 6   | 加 Ret | 法 Ret | 英 Ret | 德 Ret | 匈 Ret | 比 Ret | 義 6   | 葡 Ret | 日 Ret |        | 第15 | 2    |
| 1997年 | Danka飛箭山葉車隊    | 飛箭A18    | 山葉 OX11A 3.0 V10        | 澳 10  | 巴 Ret | 阿 Ret | 聖 Ret | 摩 Ret | 西 Ret | 加 8   | 法 Ret | 英 Ret | 德 Ret | 匈 Ret | 比 7   | 義 Ret | 奧 13  | 盧 5   | 日 12  | 歐 Ret | 第16 | 2    |
| 1998年 | Danka Zepter飛箭車隊 | 飛箭A19    | 飛箭 T2-F1 3.0 V10        | 澳 Ret | 巴 Ret | 阿 Ret | 聖 Ret | 西 Ret | 摩 6   | 加 9   | 法 14  | 英 Ret | 奧 Ret | 德 Ret | 匈 11  | 比 5   | 義 Ret | 盧 Ret | 日 Ret |        | 第14 | 3    |
| 1999年 | 紅牛薩伯馬石油車隊   | 薩伯C18    | 馬石油 SPE-03A 3.0 V10    | 澳 Ret | 巴 Ret | 聖 Ret | 摩 Ret | 西 Ret | 加 6   | 法 Ret | 英 6   | 奧 6   | 德 Ret | 匈 Ret | 比 Ret | 義 Ret | 歐 Ret | 馬 Ret | 日 11  |        | 第14 | 3    |
| 2000年 | 紅牛薩伯馬石油車隊   | 薩伯C19    | 馬石油 SPE 04A 3.0 V10    | 澳 Ret | 巴 DNS | 聖 8   | 英 11  | 西 Ret | 歐 7   | 摩 Ret | 加 10  | 法 11  | 奧 9   | 德 Ret | 匈 Ret | 比 11  | 義 8   | 美 8   | 日 11  | 馬 Ret | 第18 | 0    |

## 外部連結
- 官方网站
- Pedro Diniz在互联网电影资料库（IMDb）上的資料（英文）
- 佩德羅·迪尼茲 在DriverDB.com上的职业生涯数据（英文）
- 佩德羅·迪尼茲在Racing-Reference上的車手數據。